# Fótis Kafátos
Pour les articles homonymes, voir Kafatos.
Fótis Constantine Kafátos (en grec moderne : Φώτης Καφάτος), né le 16 avril 1940 à Héraklion (Crète) et mort le 18 novembre 2017 dans la même ville, est un biologiste grec spécialisé dans l'entomologie moléculaire.

## Biographie
Fils d'un ingénieur agronome crétois, Fótis Kafátos obtint le soutien d'Anne Gruner Schlumberger pour aller aux États-Unis, avant de retourner en Grèce après la chute du régime des colonels. 
Il a travaillé sur le clonage à partir de l'ADN complémentaire, sur la malaria, et a participé au séquençage du génome de la mouche drosophile puis du moustique Anopheles gambiae, achevé en 2002, afin de comprendre pourquoi certains étaient porteurs du parasite plasmodium, vecteur de la malaria, et d'autres non. Il a dirigé le Laboratoire européen de biologie moléculaire de 1993 à 2005. Jusqu'en novembre 2013, il a présidé le Conseil européen de la recherche.